# Isabel (seriál)
Isabel je španělský historický televizní seriál režírovaný Jordim Fradesem a produkovaný společností Diagonal TV pro Televisión Española. Seriál je založen na vládě královny Isabely I. Kastilské. Byl vysílán na stanici La 1 v letech 2012 až 2014.

## Děj
Seriál zachycuje život Isabely, královny Kastilie. První řada popisuje období mezi lety 1461 a 1474: od konce jejího dětství přes sňatek s Ferdinandem Aragonským až po její obtížný nástup na trůn.
Druhá řada pokrývá období mezi lety 1474 a 1492: od její korunovace až po dobytí Granady a začátek cesty Kryštofa Kolumba.
Třetí řada zahrnuje sňatky Jany a Filipa, Juana a Markéty, následné úmrtí Isabeliných dětí Juana a Isabely a také syna Isabely, Miguela, spolu se sňatky Kateřiny Aragonské a Marie Aragonské.

## Obsazení
- Michelle Jenner jako Isabela
- Rodolfo Sancho jako Ferdinand
- Pablo Derqui jako král Jindřich
- Bárbara Lennie jako Jana z Avisu

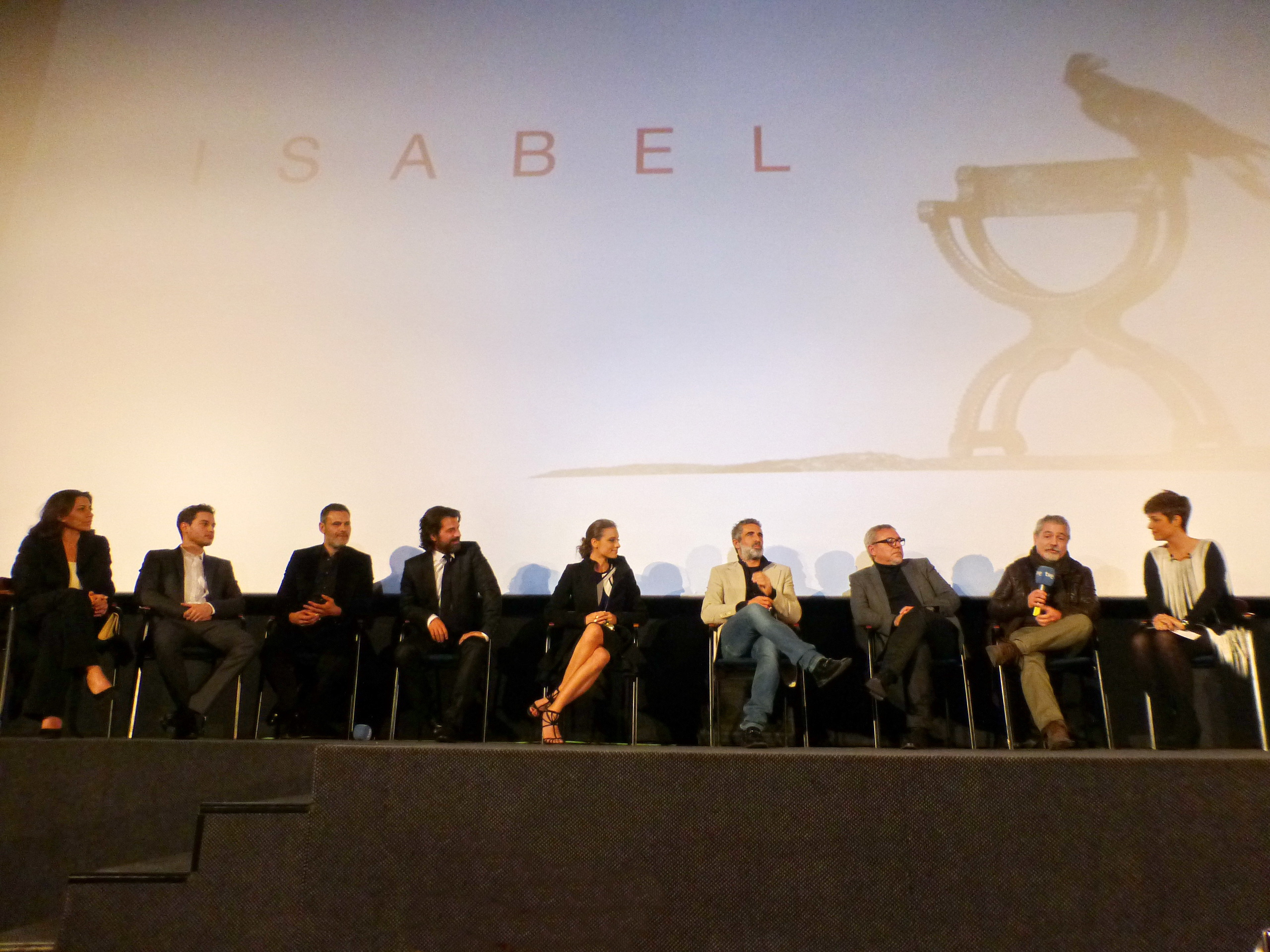
Diskusní panel s herci 2. řady

- Ginés García Millán jako Juan Pacheco
- Pedro Casablanc jako Alfonso Carrillo de Acuña
- Ramon Madaula jako Gonzalo Chacón
- Pere Ponce jako Gutierre de Cárdenas
- Clara Sanchis jako Isabelina matka
- Víctor Elías jako infant Alfonso
- Sergio Peris-Mencheta jako Gonzalo Fernández de Córdoba
- William Miller jako Beltrán de la Cueva
- Ainhoa Santamaría jako Beatriz de Bobadilla
- Jordi Díaz jako Andrés Cabrera
- Juan Meseguer jako Diego Hurtado de Mendoza
- Carmen Lozano jako Jana „La Beltraneja“
- Jordi Banacolocha jako král Jan
- Daniel Albaladejo jako král Afons
- César Vea jako Pedro Girón
- Mónica Vic jako Clara Chacón
- Estrella Zapatero jako María Portocarrero
- Mar del Hoyo jako Mencía de Mendoza y Luna
- Andrés Herrera jako Pedro González de Mendoza
- Nacho López jako Alonso de Palencia
- Arturo Querejeta jako Alfonso de Fonseca
- Ernesto Arias jako Pedro de Peralta y Ezpeleta
- Fernando Sansegundo jako Giacopo Antonio Venier
- Javier Rey jako Diego Pacheco
- Julio Manrique jako Kryštof Kolumbus
- Lydia Miranda jako Beatriz Galindo
- Álex Martínez jako Boabdil Malý
- Fernando Soto jako Rodrigo Ponce de León, markýz z Cádizu
- Alicia Borrachero jako Aïcha al-Horra
- Javier Mora jako El Zagal
- Nuria Gallardo jako Beatrix z Braganzy
- Roberto Enríquez jako Muley Hacén
- Nani Jiménez jako Isabel de Solís / Zoraya[4]
- Irene Escolar jako Johana „Šílená“
- Raúl Mérida jako Filip Habsburský
- Hovik Keuchkerian jako Francisco Ramírez de Madrid
- Eusebio Poncela jako kardinál Cisneros[5]
- Adrián Lamana jako Jan[6]
- Úrsula Corberó jako Markéta Rakouská[6]
- Nacho Aldeguer jako Cesare Borgia[6]
- Iván Hermés jako král Manuel[6]
- Francesc Garrido jako Juan Rodríguez de Fonseca[6]
- Pablo Castañón jako Bartoloměj Kolumbus[6]
- Fernando Guillén Cuervo jako Gutierre Gómez de Fuensalida[6]
- Héctor Carballo jako král Karel[6]
- María Cantuel jako infantka Isabela[6]
- Marta Belmonte jako Anna Bretaňská[6]
- José Pedro Carrión jako Luis de Tremoille[6]
- Jonás Berami jako Diego Kolumbus[6]
- Abel Folk jako Francisco de Busleyden[6]
- Susana Abaitua jako infantka Marie
- Natalia Rodríguez Arroyo jako infantka Kateřina

## Seznam dílů

### 1. řada (2012)
| Celkově | V řadě | Název (český překlad)                      | Datum původního vysílání | Diváci (podíl)     |
| ------- | ------ | ------------------------------------------ | ------------------------ | ------------------ |
| 1       | 1      | „Isabel, la reina (Isabela, královna)“     | 10. září 2012            | 3 529 000 (20,1 %) |
| 2       | 2      | „Campanas de boda (Svatební zvony)“        | 17. září 2012            | 3 736 000 (20,2 %) |
| 3       | 3      | „La negociación (Vyjednávání)“             | 24. září 2012            | 3 881 000 (20,3 %) |
| 4       | 4      | „Tragedia en la corte (Tragédie na dvoře)“ | 1. října 2012            | 3 361 000 (16,1 %) |
| 5       | 5      | „El pacto de Guisando (Pakt z Guisanda)“   | 8. října 2012            | 3 378 000 (16,9 %) |
| 6       | 6      | „La figura del rey (Postava krále)“        | 15. října 2012           | 3 801 000 (18,3 %) |
| 7       | 7      | „La reina puesta (Královna na trůnu)“      | 22. října 2012           | 3 952 000 (18,9 %) |
| 8       | 8      | „Nueva guerra (Nová válka)“                | 29. října 2012           | 4 278 000 (20,7 %) |
| 9       | 9      | „Boda real (Královská svatba)“             | 5. listopadu 2012        | 4 626 000 (22 %)   |
| 10      | 10     | „Nacimiento (Narození)“                    | 12. listopadu 2012       | 4 503 000 (21,3 %) |
| 11      | 11     | „El principio del fin (Začátek konce)“     | 19. listopadu 2012       | 4 299 000 (20,4 %) |
| 12      | 12     | „Elecciones (Volby)“                       | 26. listopadu 2012       | 4 342 000 (20,3 %) |
| 13      | 13     | „La nueva reina (Nová královna)“           | 3. prosince 2012         | 4 651 000 (22,6 %) |

### 2. řada (2013)
| Celkově | V řadě | Název                                                                        | Datum původního vysílání | Diváci (podíl)     |
| ------- | ------ | ---------------------------------------------------------------------------- | ------------------------ | ------------------ |
| 14      | 1      | „Desencuentros (Neshody)“                                                    | 9. září 2013             | 3 561 000 (19,2 %) |
| 15      | 2      | „Lazos (Pouta)“                                                              | 16. září 2013            | 3 508 000 (18,3 %) |
| 16      | 3      | „La paz para Castilla (Mír pro Kastilii)“                                    | 23. září 2013            | 3 632 000 (18,9 %) |
| 17      | 4      | „Lealtad y deber (Věrnost a povinnost)“                                      | 30. září 2013            | 3 743 000 (19,1 %) |
| 18      | 5      | „El poder de la reina (Moc královny)“                                        | 7. října 2013            | 3 758 000 (19,5 %) |
| 19      | 6      | „Sultán (Sultán)“                                                            | 14. října 2013           | 3 710 000 (18,5 %) |
| 20      | 7      | „Tiempos de Inquisición (Doba inkvizice)“                                    | 21. října 2013           | 3 023 000 (14,8 %) |
| 21      | 8      | „Herederos de sangre (Dědicové krve)“                                        | 28. října 2013           | 2 987 000 (14,6 %) |
| 22      | 9      | „Lo más liviano (To nejpovrchnější)“                                         | 4. listopadu 2013        | 2 997 000 (14,6 %) |
| 23      | 10     | „Pacta con el diablo (Pakt s ďáblem)“                                        | 11. listopadu 2013       | 3 042 000 (14,8 %) |
| 24      | 11     | „Abolengo (Předkové)“                                                        | 18. listopadu 2013       | 3 254 000 (15,9 %) |
| 25      | 12     | „El último reino en Granada (Poslední království v Granadě)“                 | 25. listopadu 2013       | 2 946 000 (13,9 %) |
| 26      | 13     | „Lo que no supiste defender como hombre (Co jsi nedokázal ubránit jako muž)“ | 2. prosince 2013         | 3 398 000 (16,3 %) |

### 3. řada (2014)
| Celkově | V řadě | Název                                                                              | Datum původního vysílání | Diváci (podíl)     |
| ------- | ------ | ---------------------------------------------------------------------------------- | ------------------------ | ------------------ |
| 27      | 1      | „La fragilidad del reino (Křehkost království)“                                    | 8. září 2014             | 2 937 000 (17,6 %) |
| 28      | 2      | „Gobernar con mano dura (Vládnout pevnou rukou)“                                   | 15. září 2014            | 2 767 000 (15,5 %) |
| 29      | 3      | „Nacidos para gobernar (Zrozeni k vládnutí)“                                       | 22. září 2014            | 2 898 000 (15,4 %) |
| 30      | 4      | „Atracción fatal (Osudová přitažlivost)“                                           | 29. září 2014            | 2 950 000 (15,9 %) |
| 31      | 5      | „El drama llega a la corte (Drama přichází na dvůr)“                               | 6. října 2014            | 2 994 000 (15,8 %) |
| 32      | 6      | „Reina de toda la península (Královna celého Iberského poloostrova)“               | 13. října 2014           | 3 068 000 (15,0 %) |
| 33      | 7      | „Muere la Princesa de Asturias (Smrt kněžny asturské)“                             | 20. října 2014           | 3 178 000 (16,4 %) |
| 34      | 8      | „A Isabel le supera la tragedia (Isabela překonává tragédii)“                      | 27. října 2014           | 3 096 000 (16,6 %) |
| 35      | 9      | „Felipe y Juana llegan a sus reinos (Filip a Jana přicházejí do svých království)“ | 3. listopadu 2014        | 3 282 000 (16,5 %) |
| 36      | 10     | „Isabel y Fernando o Juana y Felipe (Isabela a Ferdinand nebo Jana a Filip)“       | 10. listopadu 2014       | 3 264 000 (16,2 %) |
| 37      | 11     | „Le llamaban Juana la Loca (Říkali jí Johana Šílená)“                              | 17. listopadu 2014       | 3 213 000 (16,2 %) |
| 38      | 12     | „¿Conservarán el legado de Isabel? (Zachovají odkaz Isabely?)“                     | 24. listopadu 2014       | 3 347 000 (16,8 %) |
| 39      | 13     | „La muerte de Isabel (Smrt Isabely)“                                               | 1. prosince 2014         | 3 835 000 (19,4 %) |

## Produkce
Projekt životopisného seriálu o Isabele byl původně zadán společností Televisión Española (TVE) produkční společnosti Isla Producciones, avšak TVE neshledala scénář uspokojivým. Série byla následně svěřena společnosti Diagonal TV, přičemž autorský tým tvořili Javier Olivares, Jordi Calafí a Anaïs Schaaff. Natáčení začalo v létě roku 2011 a probíhalo v několika španělských městech Cáceresu, Madridu a Segovii. První díl měl premiéru 10. září 2012. Původně se plánovalo, že seriál bude uveden 30. ledna 2012, ale rozpočtové škrty v TVE premiéru odložily o sedm měsíců.
V listopadu 2012 byla potvrzena objednávka druhé řady. Po neshodách s produkční společností Diagonal TV během výroby první řady se Javier Olivares, tvůrce seriálu, rozhodl pro další sezónu nevrátit. Natáčení druhé řady začalo v únoru 2013. Část natáčení probíhala v Alhambře v Granadě. TVE schválila třetí řadu v červenci 2013 ještě před premiérou druhé řady.

## Ocenění
| Rok  | Cena                                                        | Kategorie                                | Nominovaný(-í)               | Výsledek  | Ref.   |
| ---- | ----------------------------------------------------------- | ---------------------------------------- | ---------------------------- | --------- | ------ |
| 2012 | Ceny Ondas                                                  | Nejlepší španělský seriál                | Isabel                       | vítězství | [ 33 ] |
| 2013 | New York Latin ACE Awards                                   | Nejlepší kulturní pořad / seriál         | Isabel                       | vítězství | [ 34 ] |
| 2013 | New York Latin ACE Awards                                   | Nejlepší herečka                         | Michelle Jenner              | vítězství |        |
| 2013 | New York Latin ACE Awards                                   | Nejlepší herec ve vedlejší roli          | Pablo Derqui                 | vítězství |        |
| 2013 | Fotogramas de Plata                                         | Nejlepší televizní herec                 | Rodolfo Sancho               | nominace  | [ 35 ] |
| 2013 | Fotogramas de Plata                                         | Nejlepší televizní herečka               | Michelle Jenner              | vítězství |        |
| 2013 | Ceny Iris                                                   | Nejlepší hraný seriál                    | Isabel                       | vítězství | [ 36 ] |
| 2013 | Ceny Iris                                                   | Nejlepší herec                           | Rodolfo Sancho               | vítězství |        |
| 2013 | Ceny Iris                                                   | Nejlepší herečka                         | Michelle Jenner              | nominace  |        |
| 2013 | Ceny Iris                                                   | Nejlepší scénář                          | Scenáristický tým            | nominace  |        |
| 2013 | Ceny Iris                                                   | Nejlepší režie                           | Jordi Frades                 | vítězství |        |
| 2013 | Ceny Iris                                                   | Nejlepší produkce                        | Jaume Banacolocha a Joan Bas | nominace  |        |
| 2013 | Ceny Iris                                                   | Nejlepší výprava                         | Marcelo Pacheco a Pepe Reyes | vítězství |        |
| 2013 | Ceny Iris                                                   | Nejlepší masky a účesy                   | Tým masek a účesů            | nominace  |        |
| 2013 | Ceny Unie herců a hereček                                   | Nejlepší televizní herec v hlavní roli   | Ginés García Millán          | nominace  | [ 37 ] |
| 2013 | Ceny Unie herců a hereček                                   |                                          | Pablo Derqui                 | nominace  |        |
| 2013 | Ceny Unie herců a hereček                                   | Nejlepší televizní herečka v hlavní roli | Michelle Jenner              | nominace  |        |
| 2013 | Ceny Unie herců a hereček                                   | Nejlepší herec ve vedlejší roli          | Pedro Casablanc              | vítězství |        |
| 2013 | Ceny Unie herců a hereček                                   |                                          | Sergio Peris-Mencheta        | nominace  |        |
| 2013 | Ceny Unie herců a hereček                                   | Nejlepší herečka ve vedlejší roli        | Bárbara Lennie               | nominace  |        |
| 2013 | Ceny Unie herců a hereček                                   | Nejlepší herečka v menší roli            | Clara Sanchís                | nominace  |        |
| 2013 | Světový festival médií                                      | Nejlepší mezinárodní seriál              | Isabel                       | 2. místo  | [ 38 ] |
| 2013 | Nejlepší světové seriály a filmy na festivalech v New Yorku | Nejlepší drama                           | Isabel                       | nominace  | [ 39 ] |
| 2013 | Premios Zapping                                             | Nejlepší seriál                          | Isabel                       | vítězství | [ 40 ] |
| 2013 | Premios Zapping                                             | Nejlepší herečka                         | Michelle Jenner              | nominace  |        |

## Další média

### La corona partidaaCarlos, rey emperador
V dubnu 2015 oznámila TVE produkci filmu La corona partida, který se zaměřuje na následky smrti královny Isabely. Režisérem filmu byl Jordi Frades, režisér seriálu Isabel. Rodolfo Sancho (jako král Ferdinand), Irene Escolar (jako Johana Šílená), Raúl Merida (jako Filip Sličný) a Eusebio Poncela (jako Francisco Jiménez de Cisneros) si zopakovali své role.
Film sloužil jako spojovací článek mezi seriálem Isabel a seriálem Carlos, rey emperador, který se zaměřuje na vládu Karla I., vnuka Isabely.

### Crossover sEl ministerio del tiempo
Michelle Jenner a Eusebio Poncela se znovu objevili v rolích Isabely I. Kastilské a Francisca Jiméneze de Cisneros v epizodě „Una negociación a tiempo“ seriálu El ministerio del tiempo.